# Toponár megállóhely
Toponár megállóhely egy Somogy vármegyei vasúti megállóhely Kaposvár névadó, északkeleti városrészében, a MÁV üzemeltetésében. Toponár belterületének északkeleti szélén helyezkedik el, a 6505-ös úttól (a városrész főutcájától) Orci-Zimány felé vezető 65 112-es számú mellékút vasúti keresztezése közelében, annak északi oldalán.

## Vasútvonalak
A megállóhelyet az alábbi vasútvonalak érintik:
- Kaposvár–Siófok-vasútvonal

## Kapcsolódó állomások
A megállóhelyhez az alábbi állomások vannak a legközelebb:
- Répáspuszta megállóhely (Kaposvár–Siófok-vasútvonal)
- Kaposszentjakab megállóhely (Kaposvár–Siófok-vasútvonal)

## Forgalom
| Járat        | Útvonal | Gyakoriság |
| ------------ | --- | ---------- |
| személyvonat | Siófok – Sióvölgy – Siójut – Ádánd – Som-Nagyberény – Daránypuszta – Bábonymegyer – Tab – Kapoly – Somogymeggyes – Karád – Andocs – Bonnya – Kisbárapáti – Felsőmocsolád – Mernye – Somodor – Somogyaszaló – Répáspuszta – Toponár – Kaposszentjakab – Kaposvár | Napi 3 pár |
| személyvonat | Kisbárapáti – Felsőmocsolád – Mernye – Somodor – Somogyaszaló – Répáspuszta – Toponár – Kaposszentjakab – Kaposvár | Napi 2 pár |
| személyvonat | (Karád → Andocs → Bonnya → Kisbárapáti →) Felsőmocsolád – Mernye – Somodor – Somogyaszaló – Répáspuszta – Toponár – Kaposszentjakab – Kaposvár | Napi 2 pár |
| személyvonat | Tab – Kapoly – Somogymeggyes – Karád – Andocs – Bonnya – Kisbárapáti – Felsőmocsolád – Mernye – Somodor – Somogyaszaló – Répáspuszta – Toponár – Kaposszentjakab – Kaposvár                                                                                     | Napi 1 pár |